# 마시 시모프
마시 시모프(Marci Shimoff)는 《영혼을 위한 닭고기 스프》, 《이유 없이 행복하라》의 저자다.